# Institut national de physique nucléaire et de physique des particules
Das  französische Institut national de physique nucléaire et de physique des particules (IN2P3; deutsch Nationales Institut für Kernphysik und Teilchenphysik) ist ein Institut des Centre national de la recherche scientifique. Es wurde im Jahr 1971 gegründet. Themen sind Kern- und Teilchenphysik sowie Astroteilchenphysik und Kosmologie. Zum Institut gehören 24 Labore und Einrichtungen mit insgesamt ca. 3200 Beschäftigten.
Die beteiligten Forschungsinstitutionen sind über ganz Frankreich verteilt und häufig mit Universitäten verbunden. Zum Beispiel gehört das Centre d’études nucléaires Bordeaux Gradignan (CENBG) in Bordeaux dazu und das Kernforschungsinstitut in Orsay.